# 지인단신재일기
《지인단신재일기》(只因单身在一起)는 2015년 방송되었던 중국의 드라마이다.

## 소개
- 싱글들만 입주할 수 있는 싱글빌에서 벌어지는 이야기

## 등장 인물
- 정원창 (Joseph Cheng) - 차오성닝 역
- 장신위 - 린만니 역
- 왕둥청 - 취보위안 역
- 쉬루 - 지앙커샤오 역
- 한청위 - 지앙쥔카이 역